# L'Incident (film, 1967)
Pour les articles homonymes, voir Incident.
L'Incident (The Incident) est un film américain tourné en noir et blanc réalisé par Larry Peerce et sorti en 1967.

## Synopsis
Un dimanche soir dans le Bronx, 17 passagers partageant une rame du métro de New York, qui va de Jerome Avenue en passant par la station  Woodlawn Road jusqu'au Grand Central, vont tour à tour être malmenés par deux jeunes voyous.

## Distribution
- Tony Musante : Joe Ferrone
- Martin Sheen : Artie Connors
- Ed McMahon : Bill Wilks
- Diana Van der Vlis (en) : Helen Wilks
- Victor Arnold : Tony Goya
- Donna Mills : Alice Keenan
- Jack Gilford : Sam Beckerman
- Thelma Ritter : Bertha Beckerman
- Beau Bridges : le soldat Felix Teflinger
- Robert Bannard : le soldat Phillip Carmatti
- Mike Kellin : Harry Purvis
- Jan Sterling : Muriel Purvis
- Robert Fields (en) : Kenneth Otis
- Gary Merrill : Douglas McCann
- Brock Peters : Arnold Robinson
- Ruby Dee : Joan Robinson
- Don De Leo : M. Carmatti
- Nina Hansen : Mme Carmatti
- Henry Proach : le clochard saoul dans la rame

## Distinctions
- 1968 : Festival international du film de Mar del Plata[2]
  - Gagnant : Meilleur acteur
  - Gagnant : Meilleur scénario
  - Lauréat : Grand Prix de la Critique
- 1969 : Círculo de Escritores Cinematográficos : Meilleur film artistique et expérimental[3]
- 2014 : Champs-Élysées Film Festival 2014 : 
  - Le Prix du Jury Lycéen - TCM Cinema[4]
  - Nomination : Les Incontournables TCM Cinéma[5]

## Accueil critique
Lors de la sa sortie aux États-Unis, The New York Times nuance sa critique en parlant d'un film au scénario très moderne mais avec une façon de filmer conventionnelle voir monotone.
Un an après sa sortie en France, Le Monde salue toute l'horreur exercée par le film, qui réussit à captiver les spectateurs durant les scènes se passant dans la rame de métro.
Critikat souligne l'avant-gardisme du film tant dans la forme que dans le fond. Le Point parle également de la modernité du film qui met face à elle-même la société. DVDClassik apprécie grandement le film, qui casse les codes traditionnels du cinéma d'alors.
Starburst loue aussi le film en concluant " qu'il n’y a rien de confortable ou de nostalgique dans L'incident et il vous mettra absolument sur les nerfs ".

## Analyse
Dans le Nouveau Guide des films intégral, Jean Tulard écrit : " À l’époque, le film fit une grosse impression ; il paraîtrait aujourd’hui banal. Reste un jeu de la vérité très cruel et de tous les temps ".
Dans le Dictionnaire du Cinéma de Jean-Loup Passek, le film est décrit comme très violent et faisant partie de la filmographie de Peerce qui va dans tous les sens, sans cohérence, ni ambitions.

## Documentaire
L'épisode La sécurité des citoyens de la Saison 10 de Les Dossiers de l'écran, présente le film de Peerce.
Dans l'épisode Le Métro au cinéma de Blow Up, L'Incident est mentionné parmi ceux décrivant des agressions réels ayant lieu dans ce type de transports.